# Cremaspora
Cremaspora là một chi thực vật có hoa trong họ Thiến thảo (Rubiaceae).

## Loài
Chi Cremaspora gồm các loài: